# Список графов и герцогов Монпансье
Данный список представляет владельцев французского феода Монпансье (фр. de Montpensier).

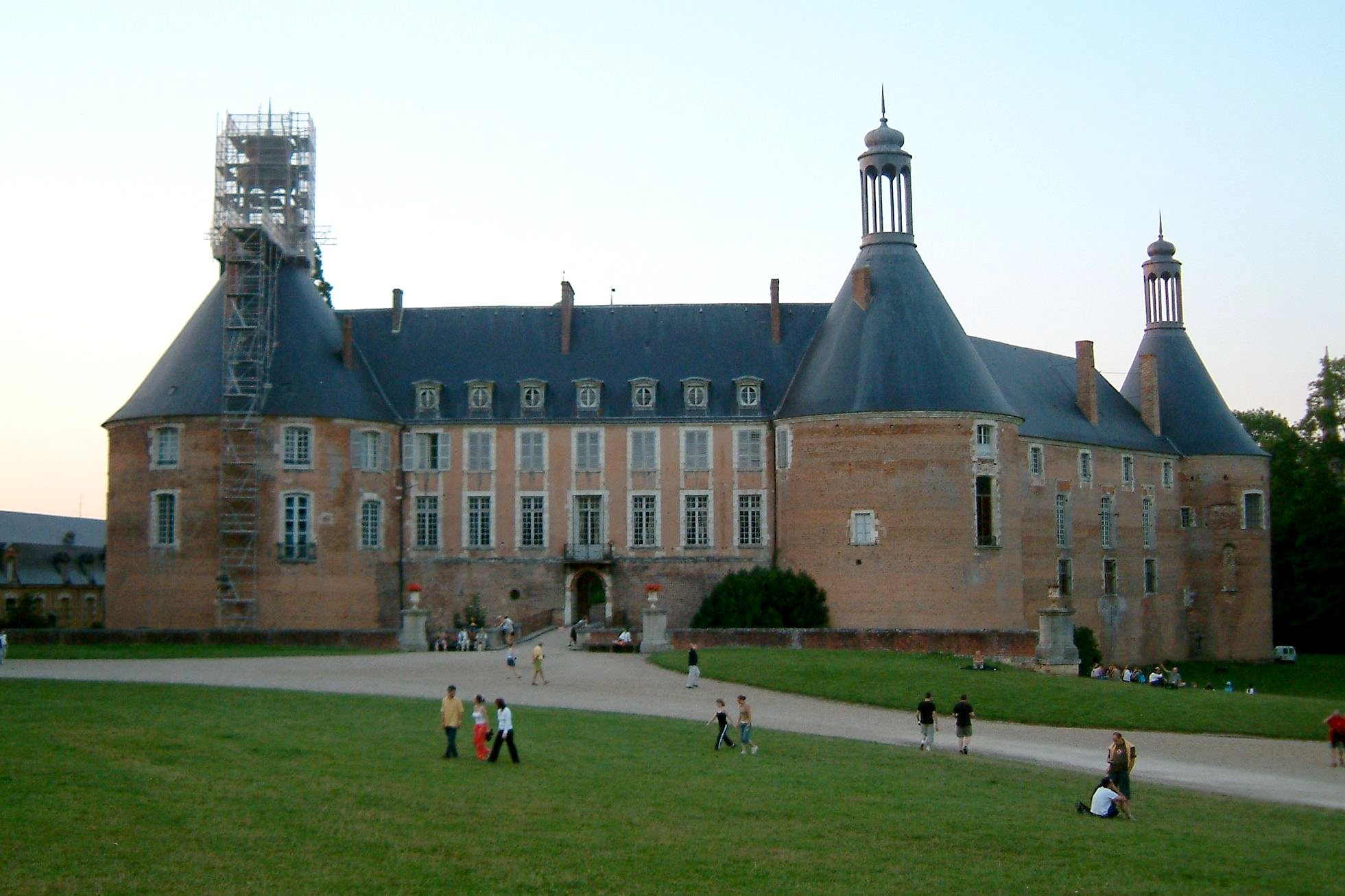
Замок Сен-Фаржо — основная резиденция герцогов Монпансье XVI—XVII веков

## Сеньоры Монпансье

### Дом Тьер (Thiern)
- ????—???? : Ги де Тьер (?—?), второй сын Ги I де Тьера, графа Шалона
- до 1156 — после 1179 : Агнес де Тьер, дочь предыдущего, во втором браке с Гумбертом IV, сиром де Божё
- ??? - 1196 Матильда Бургундская, дочь Агнес от первого брака

### Дом Божё
- 1196—1216 : Гишар I (ум. 1216), сын Эмбера IV де Божё и Аньес де Тьер
- 1216 — ранее 1256 : Гишар  II (ум. ранее 1256), сын предыдущего
- 1256—1285 : Эмбер II (ум. 1285), сын предыдущего
- 1285—1308 : Жанна (ум. 1308), дочь предыдущего, в 1292 вышла замуж за Жана II, графа Дрё

### Дом Дрё
- 1308—1329 : Роберт V (1293—1329),  сын предыдущих
- 1329—1331 : Жан III (1295—1331), брат предыдущего
- 1331—1345 : Пьер I (1298—1345), брат предыдущих
- 1345—1346 : Жанна, (1345—1346), дочь предыдущего

Она была последним потомком Гумберта II. Монпансье перешел к брату Гумберта II :
- Луи I де Божё († 1280),
- Маргарита, дочь предыдущего, в 1290 вышла замуж за Эбля VIII, виконта Вентадур
- Бернард де Вентадур, сын предыдущих

### Дом Вантадур
- 1346—1384 : Бернард де Вентадур

Он продал Монпансье Жану Французскому, герцогу Беррийскому, сыну короля Франции Иоанна II. Монпансье был возведен в графство и подарен сыну Жана Беррийского.

## Графы Монпансье

### Дом Берри
- 1386—1401: Жан II (1363—1401), сын Жана, герцога Беррийского.
- 1401—1416: Жан Беррийский (1340—1416), отец предыдущего, завладел графством после смерти сына
- 1416—1434: Мария (ок. 1375—1434), герцогиня Овернская, дочь предыдущего

Первый брак (1386) с Луи де Шатионом (ум. 1391), графом Дюнуа
Второй брак (1392) с Филиппом д’Артуа (1358—1397), графом д’Э
Третий брак (1401) с Жаном I де Бурбон (1381—1434), герцогом де Бурбон и графом де Форе

### Бурбоны
- 1434—1486: Людовик I (ум. 1486), сын Марии Беррийской и Жана I Бурбон
- 1486—1496: Жильберт  (1443—1496), сын предыдущего
- 1496—1501: Людовик II (1483—1501), сын предыдущего
- 1501—1525: Карл (1490—1527), брат предыдущего, коннетабль

После измены Бурбонского коннетабля графство Монпансье было конфисковано, но в 1539 году возвращено его сестре и возведено в герцогство.

## Герцоги Монпансье
- 1539—1561 : Луиза де Монпансье (1484—1561), сестра предыдущего, дочь Жильберта де Бурбон

Первый брак (1499) с Андре III Шовиньи (—1503)
Второй брак (1504) с Луи Бурбон-Вандомским (1473—1520)

### Дом Бурбон-Вандом
- 1561—1582: Людовик III  (1513—1582), сын предыдущей
- 1582—1592: Франсуа (1542—1592), сын предыдущего (его жене Рене Анжуйской посвящены новелла мадам де Лафайет «Принцесса де Монпансье» и одноимённый фильм Б. Тавернье)
- 1592—1608: Генрих (1573—1608), сын предыдущего
- 1608—1627: Мария (1605—1627), дочь предыдущего

В браке с Гастоном, герцогом Орлеанским (1608—1660)
- 1627—1693: Анна Орлеанская (1627—1693), дочь предыдущих.

### Орлеанский дом
После смерти Анны все её имущество отошло к Короне. Монпансье был отдан Филиппу I Орлеанскому, брату короля Людовика XIV,  и передавался по Орлеанской линии.
- 1695—1701 : Филипп I Орлеанский (1640—1701)
- 1701—1723 : Филипп II Орлеанский (1674—1723) , сын предыдущего
- 1723—1752 : Людовик де Бурбон, герцог Орлеанский (1703—1752), сын предыдущего
- 1752—1785 : Луи-Филипп Орлеанский (1725—1785), сын предыдущего
- 1785—1793 : Филипп Эгалите, герцог Орлеанский (1747—1793), сын предыдущего
- 1793—1850 : Луи-Филипп I (король Франции) (1773—1850), сын предыдущего
- 1850—1894 : Луи-Филипп, граф Парижский (1838—1894), внук предыдущего (сын Фердинанда-Филиппа)

#### Использование титула
Титул герцога де Монпансье использовался как привилегия несколькими членами Орлеанского дома:
- Антуан Филипп (1775—1807), сын Филиппа Эгалите
- Антуан Орлеанский (1824—1890), младший сын Луи-Филиппа I